# Farida Momand
Farida Momand (nascuda a l'Afganistan el 14 de gener de 1965) és una metgessa i política afganesa que ha exercit de ministra d'Educació Superior del seu país entre els anys 2015 i 2016.

## Primers anys i educació
Momand va néixer l'any 1965 al districte de Momand Dara de la província de Nangarhar, d'ascendència pastún. Va estudiar a la Rabia Balkhi High School i es va llicenciar en Medicina per la Universitat de Kabul.

## Carrera
Momand és metge i ha treballat en diversos hospitals governamentals. Va ser professora a la Universitat de Medicina de Kabul  El seu marit era un portaveu de l'Aliança del Nord que pretenia mantenir els talibans del poder. Quan els talibans es van fer càrrec de Kabul el 1996, la família va rebre amenaces de mort i va fugir al Pakistan. Van tornar el novembre de 2001, quan Kabul va ser alliberat. Momand va tornar a la facultat de medicina i va ser nomenada degana. També va ser escollida per representar les dones universitàries i empleades.
Momand va ser una dels més de 400 candidats per a la província de Kabul a les eleccions parlamentàries de 2005. També va ser candidata a les eleccions provincials de 2009 i a les eleccions parlamentàries de 2010.
Momand va ser nomenada ministra d'Educació Superior al gabinet del president Ashraf Ghani l'abril de 2015. Com a ministra, va demanar transparència en els exàmens universitaris, va defensar les beques per a les noies, va obrir la primera universitat femenina a l'Afganistan –per facilitar l'accés a la universitat a estudiants de famílies que no permeten encara a les filles acudir a les universitats mixtes– i va donar suport al llançament dels primers programes d'estudis de gènere i estudis de dones a la Universitat de Kabul.
El 2016, la Wolesi Jirga va iniciar un procediment d'impeachment per als ministres que no havien gastat més del 70% dels seus pressupostos de desenvolupament durant l'any. Momand va ser una dels set ministres destituïts. Va ser citada per informar sobre la despesa del seu pressupost de desenvolupament de l'any i, quan no es va presentar el dia, va ser acomiadada en absència. El president Ghani va qualificar els acomiadaments d'"injustificables" i va instar el Tribunal Suprem a intervenir-hi, mentre que el CEO Abdullah Abdullah va instar els ministres a continuar treballant fins que s'interpretés l'article constitucional corresponent.

## Vida personal
Momand està casada amb Habib Rayed i tenen cinc fills.